# Lobelia obconica
Lobelia obconica är en klockväxtart som beskrevs av Franz Elfried Wimmer. Lobelia obconica ingår i släktet lobelior, och familjen klockväxter. Inga underarter finns listade i Catalogue of Life.